# 三色パン

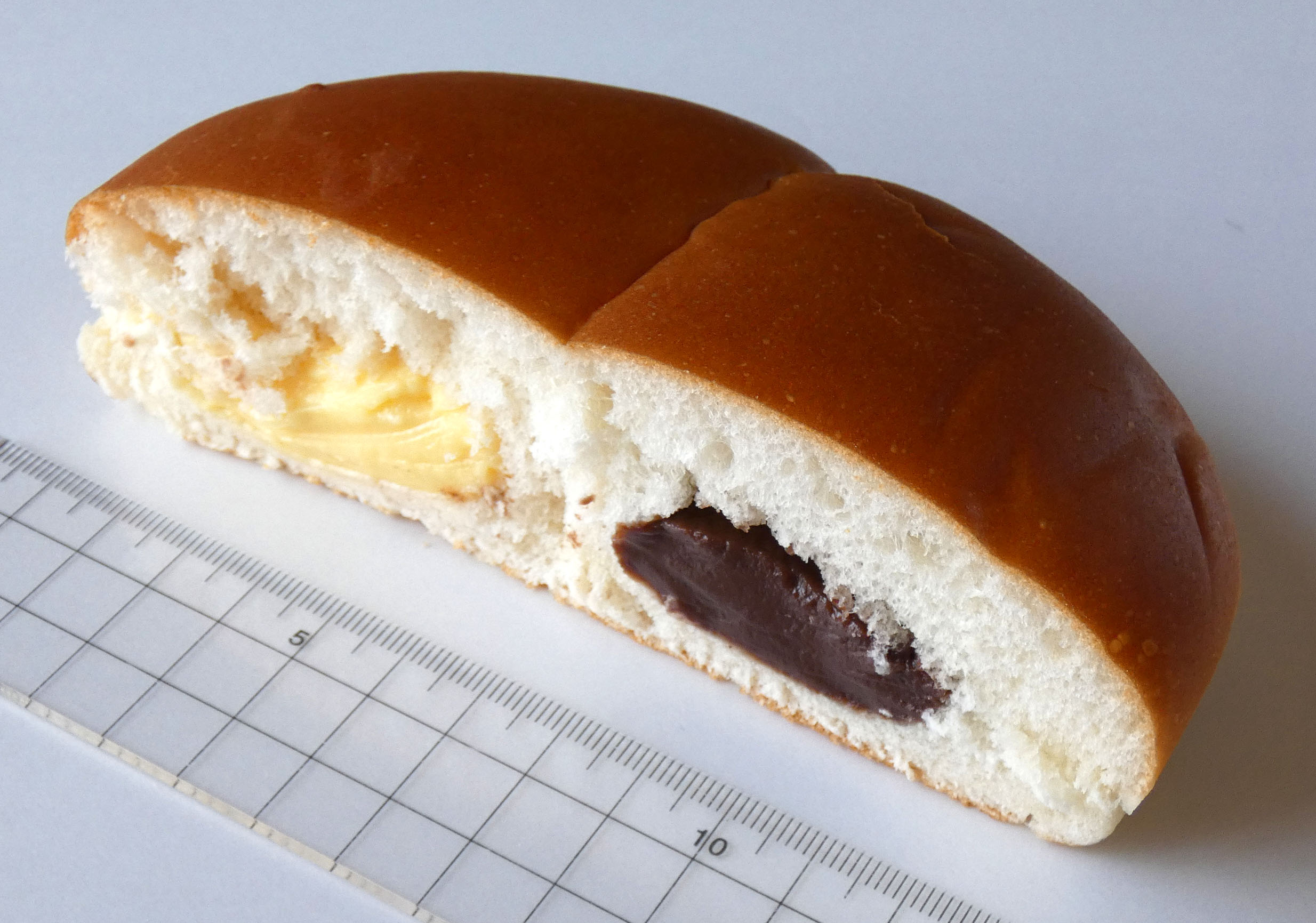
木村屋の二色パン

三色パン（さんしょくパン、3色パン）は、菓子パンの一種で、1つのパンで3種類（=3色）の味が楽しめるのが特徴である。
フィリングの入った円形をした小型のパンを3つ、それぞれの中心が三角を形成するようにつなぎ合わせた形をしている。フィリングとしては21世紀初頭現在は「カスタードクリーム、チョコレートクリーム、つぶあん」が最も一般的だが、かつては「カスタードクリーム、チョコレートクリーム、いちごジャム」も多く見られた。それ以外にもフィリングの組み合わせを変更したものや三色にとどまらずさらに多くのパンをつなぎ合わせたものも作られている。
家庭で焼くための専用の型も販売されている。
なお二色パン（にしょくパン、2色パン）もあり、こちらは三色パンと同様に円形を2つつなぎ合わせた形や楕円形に成型される。二色パンはカスタードクリームとチョコレートクリームの組み合わせが多い。

## 類似したもの
宮城県の土産菓子に、一個の最中に3種類（=3色）の餡を配置した三色最中という和菓子がある。それぞれの中心が三角を形成するように扇型のスペースを3か所作り円形としたもなか皮に、味の異なる餡を入れている。お客からの「どれも食べてみたいが、一度に三個は大変だから、一個の最中に三種類のあんを入れたらどうか」という言葉がヒントとなり開発された。